# キルギスの音楽

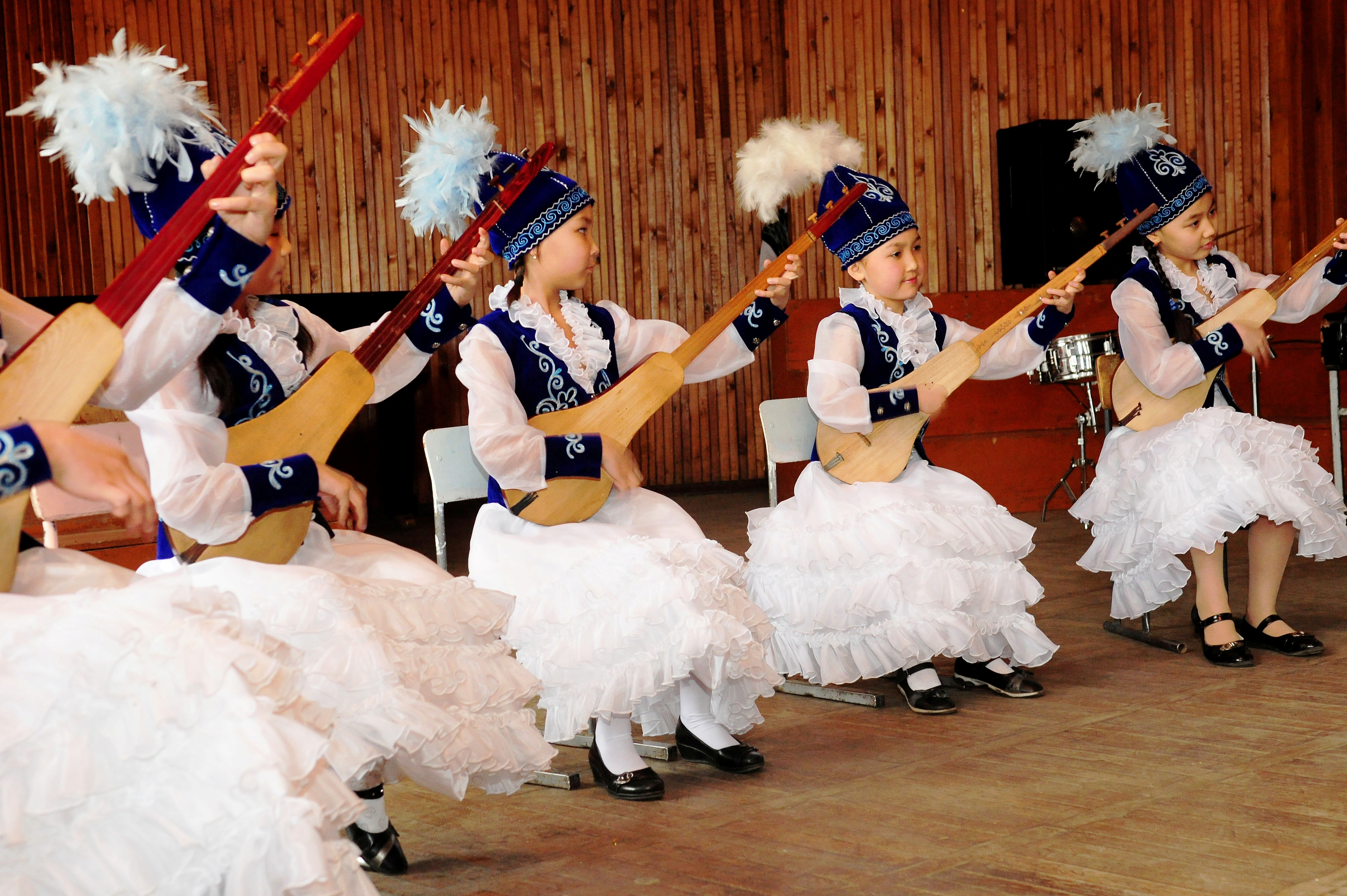
コムズを演奏するキルギスの子供たち

キルギスの音楽は遊牧民的もしくは農村部の素朴さを残しており、トルクメニスタンやカザフスタンの民族音楽と密接な関係がある。キルギスの民俗音楽は長く尾を引くようなピッチに特徴があるが、ロシア民族音楽的な要素も取り入れられている。

## 伝統音楽
旅行音楽家やマナスチと呼ばれるシャーマンは歌やコムズと呼ばれる楽器を演奏するため人気がある。彼らの音楽は典型的な伝説の叙事詩であり、有名なものとしてはかつて国を守るため部下とともに中国人と戦ったマナスの愛国的な物語、マナス (ホメロスのオデュッセイアの20倍の長さがある) がある。現代における有名なマナスの口述家 (マナスチ) としてはリスベク・ジュマバエフやサヤクバイ・カララエフなどがいる。
コムズ以外で有名なキルギスの民族楽器としては、フィドルのような楽器キル・キヤクや横笛のシビズギ、チョポ・チョールやテミル・オーズ・コムズのような口琴がある。コムズはキルギスの国民的な楽器であり弦をこすって音を出す。キル・キヤクもまたキルギスのアイデンティティを象徴する楽器であるが、こちらはモンゴルの馬頭琴に似て楽器の構造に馬との深い関連が有り、キルギスの文化において重要な役割を果たしている。キルギスの民俗音楽にはシャーマン的な要素が残っており、ドブルバ (片面太鼓)やアサ・タヤク (鐘やその他の小道具がついた木製楽器)、そして先ほど挙げたキル・キヤクなどが使用される。
キルギスの民族音楽では、様々な種類があるキュイ (もしくはküü) と呼ばれる音楽の旅をめぐる際の前準備となる物語が表現される。物語は事話で進められ、物語の重要な部分に関しては大げさなジェスチャーで強調することがある。

### 演奏家

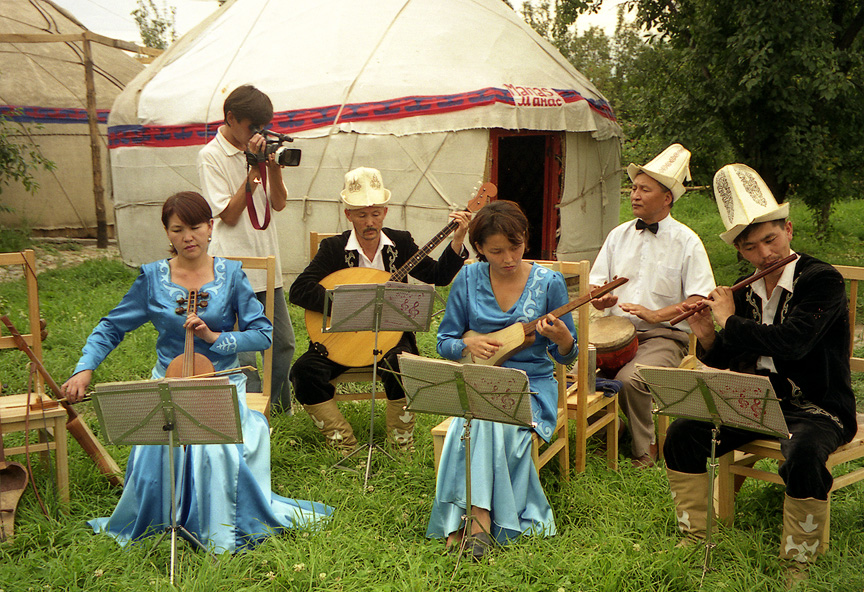
カラコルのユルトで演奏するキルギスの音楽家

現代のキルギスの音楽家はカンバルカンを国民的な民族音楽の合奏曲として演奏する。
サラマト・サディコヴァは声量の多さで人気のあるキルギスの伝統音楽の歌手であり、彼女は極めて長い期間に渡り曲の暗唱が可能である。彼女の歌のレパートリーには通常の民俗音楽とともに現代的な要素を取り入れた楽曲もある。
その他の有名な民俗音楽家としてはTengir-Too、Djunushov兄弟、Jusup Aisaevなどがいる。

## Z-POP
キルギスの伝統音楽とは反対に、現代音楽では、KPOPのような音楽がある。著名なグループとしてZAMANやJONELEがいる。これをZ-POPといい、J-POPやK-POP、カザフスタンのQ-POPなどと同じ意味で、キルギスタンポップスを意味する。

## ギャラリー

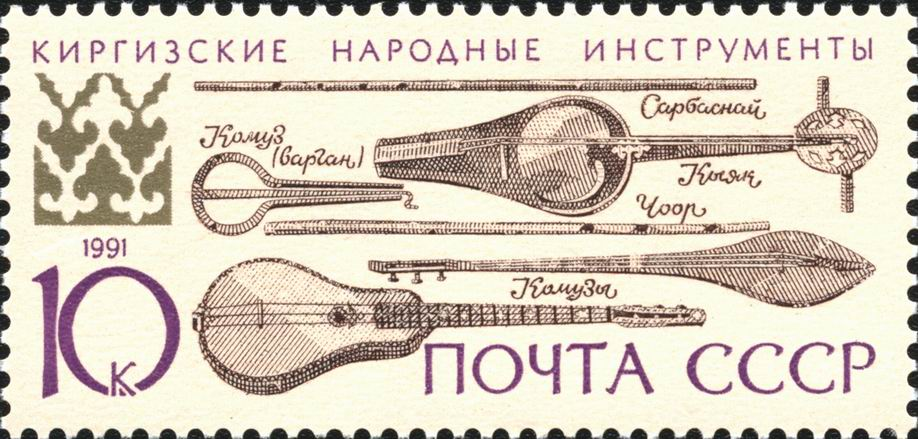
キルギスの伝統楽器を描いたソビエト連邦時代の切手
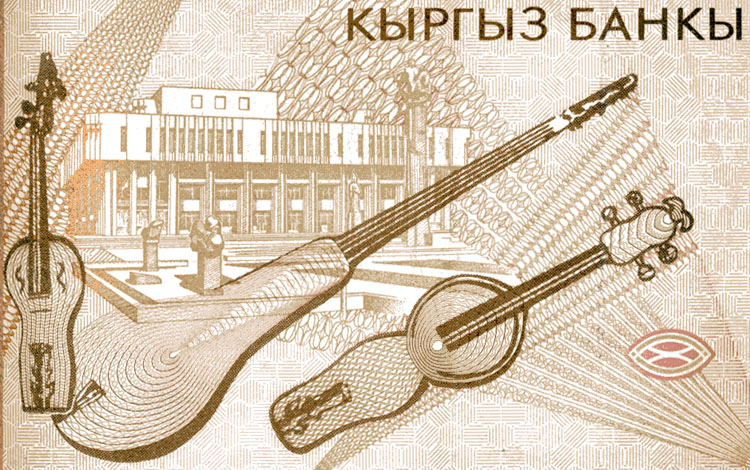
コムズ (中央) を含む伝統楽器が描かれたキルギスの紙幣
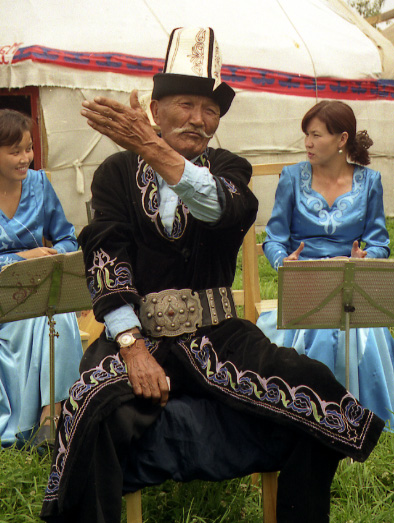
叙事詩を歌い上げる過程で演奏を行う伝統的なキルギスのマナスチ